# Corchorus depressus
Corchorus depressus är en malvaväxtart som först beskrevs av Carl von Linné, och fick sitt nu gällande namn av John Ellerton Stocks. Corchorus depressus ingår i släktet Corchorus och familjen malvaväxter. Inga underarter finns listade i Catalogue of Life.